# Satsivi

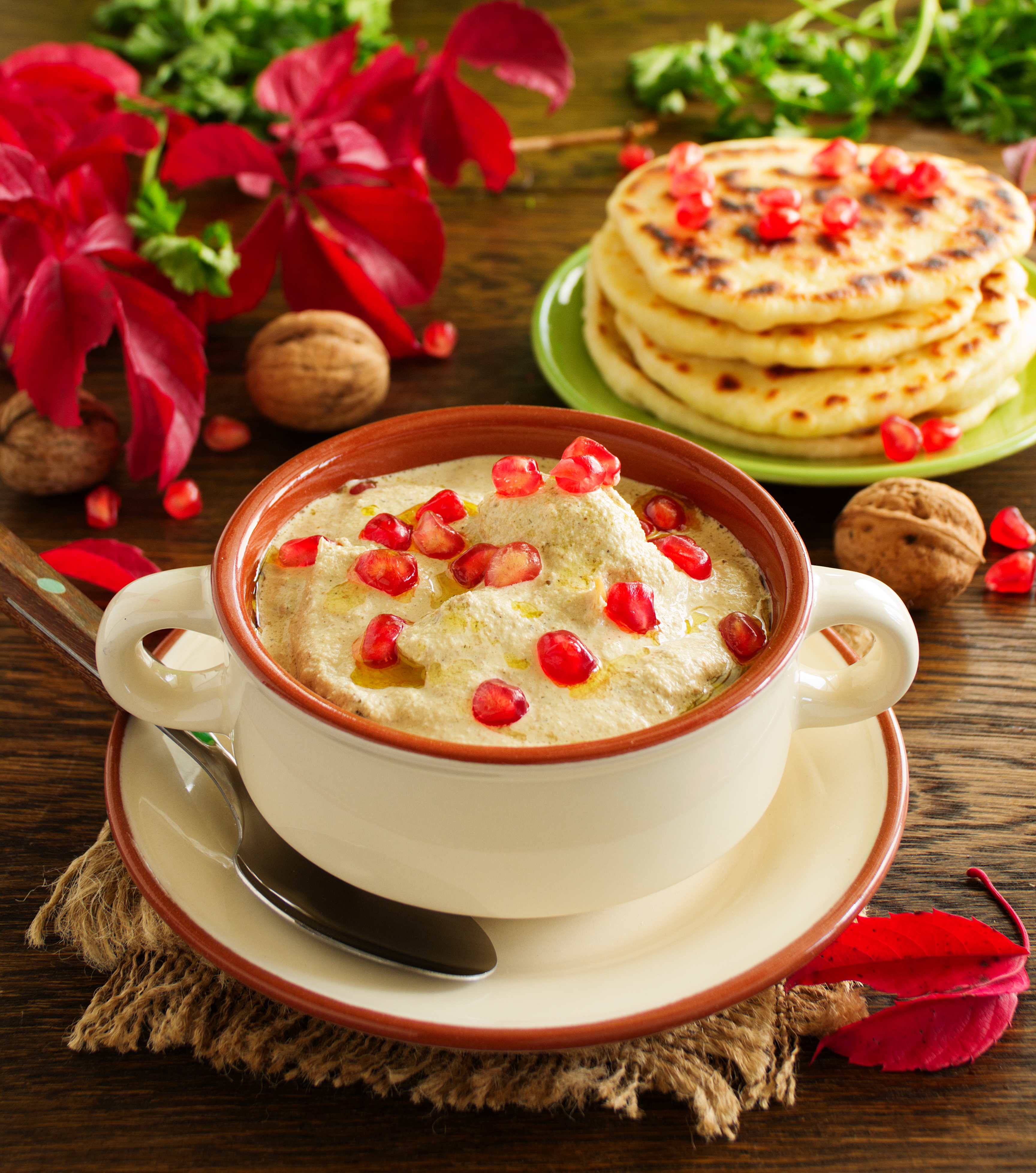
Satsivi et khatchapouri.

Le satsivi  (géorgien : საცივი ; « plat froid ») est un plat d'origine géorgienne. Le plus souvent, il est servi pendant le repas du Nouvel An (et non le repas de Noël). C'est une volaille (généralement de la dinde ou du poulet), plongée dans une sauce aux noix et à l'ail.
La sauce se caractérise par l'utilisation d'une grande quantité de noix hachées. Les épices et aromates employés incluent de la cannelle, du safran d'Iméréthie (ou juste du safran), de l'ail, du poivre, le mélange khmeli-souneli et un acidifiant sous forme de vinaigre de vin, de jus de citron ou de grenade.